# Ambohitralanana
Ambohitralanana è una città e comune del Madagascar situata nel distretto di Antalaha, regione di Sava. 
La popolazione del comune rilevata nel censimento 2001 era pari a 17 850 unità.